# Syngonanthus lanatus
Syngonanthus lanatus là một loài thực vật có hoa trong họ Eriocaulaceae. Loài này được Moldenke miêu tả khoa học đầu tiên năm 1960.